# Campeonato colombiano 1950
Entre el 26 de febrero y el 24 de septiembre se disputó el Campeonato colombiano 1950 fue el tercer torneo de la Categoría Primera A de fútbol profesional colombiano en la historia.

## Desarrollo
En este torneo se marcó el regreso del Junior tras un año de ausencia y el debut del Cúcuta Deportivo, club que ingresó al profesionalismo luego de un largo paso por el fútbol amateur, además del Sporting Club.
El campeón inesperado fue Deportes Caldas, que superó en la tabla general de posiciones al Ballet Azul de Millonarios. El goleador fue el paraguayo Casimiro Ávalos del Deportivo Pereira con 27 goles. El 1 de julio de 1950 se dio el empate con más goles de la historia: Huracán 6 - América 6.

## Datos de los clubes
| Equipo                 | Departamento       | Ciudad       |
| ---------------------- | ------------------ | ------------ |
| América                | Valle del Cauca    | Cali         |
| Atlético Bucaramanga   | Santander          | Bucaramanga  |
| Atlético Municipal     | Antioquia          | Medellín     |
| Boca Juniors de Cali   | Valle del Cauca    | Cali         |
| Cúcuta Deportivo       | Norte de Santander | Cúcuta       |
| Deportivo Cali         | Valle del Cauca    | Cali         |
| Deportes Caldas        | Caldas             | Manizales    |
| Deportivo Pereira      | Caldas             | Pereira      |
| Huracán                | Antioquia          | Medellín     |
| Independiente Medellín | Antioquia          | Medellín     |
| Junior                 | Atlántico          | Barranquilla |
| Millonarios            | Bogotá, D. C.      | Bogotá       |
| Once Deportivo         | Caldas             | Manizales    |
| Santa Fe               | Bogotá, D. C.      | Bogotá       |
| Sporting               | Atlántico          | Barranquilla |
| Universidad Nacional   | Bogotá, D. C.      | Bogotá       |

## Clasificación
| Pos. | Equipo                 | Pts. | PJ | G  | E | P  | GF | GC | Dif. | Clasificación |
| ---- | ---------------------- | ---- | -- | -- | - | -- | -- | -- | ---- | ------------- |
| 1    | Deportes Caldas        | 45   | 30 | 20 | 5 | 5  | 91 | 48 | +43  | Campeón.      |
| 2    | Millonarios            | 43   | 30 | 17 | 9 | 4  | 68 | 41 | +27  |               |
| 3    | Deportivo Cali         | 41   | 30 | 18 | 5 | 7  | 73 | 48 | +25  |               |
| 4    | Independiente Medellín | 34   | 30 | 15 | 4 | 11 | 60 | 45 | +15  |               |
| 5    | Boca Juniors de Cali   | 33   | 30 | 12 | 9 | 9  | 79 | 60 | +19  |               |
| 6    | Cúcuta Deportivo       | 33   | 30 | 15 | 3 | 12 | 61 | 56 | +5   |               |
| 7    | Atlético Bucaramanga   | 32   | 30 | 13 | 6 | 11 | 51 | 46 | +5   |               |
| 8    | Santa Fe               | 32   | 30 | 12 | 8 | 10 | 67 | 59 | +8   |               |
| 9    | Junior                 | 31   | 30 | 12 | 7 | 11 | 52 | 57 | −5   |               |
| 10   | América de Cali        | 30   | 30 | 11 | 8 | 11 | 62 | 64 | −2   |               |
| 11   | Sporting               | 28   | 30 | 10 | 8 | 12 | 70 | 79 | −9   |               |
| 12   | Universidad Nacional   | 23   | 30 | 9  | 5 | 16 | 55 | 75 | −20  |               |
| 13   | Deportivo Pereira      | 23   | 30 | 7  | 9 | 14 | 62 | 79 | −17  |               |
| 14   | Huracán                | 20   | 30 | 7  | 6 | 17 | 57 | 96 | −39  |               |
| 15   | Atlético Municipal     | 16   | 30 | 6  | 4 | 20 | 55 | 79 | −24  |               |
| 16   | Once Deportivo         | 16   | 30 | 4  | 8 | 18 | 44 | 75 | −31  |               |

 Fuente: Rsssf

## Resultados Primera Vuelta
| Fecha 1                | Fecha 1   | Fecha 1              |
| Equipo Local           | Resultado | Equipo Visitante     |
| ---------------------- | --------- | -------------------- |
| Santa Fe               | 5 - 0     | Huracán de Medellín  |
| Junior de Barranquilla | 2 - 2     | Universidad Nacional |
| Independiente Medellín | 5 - 3     | Boca Juniors de Cali |
| Once Deportivo         | 1 - 2     | Millonarios          |
| Cúcuta Deportivo       | 2 - 2     | Sporting             |
| América de Cali        | 4 - 1     | Atlético Municipal   |
| Bucaramanga            | 0 - 3     | Deportivo Cali       |
| Deportivo Pereira      | 2 - 2     | Deportes Caldas      |

| Fecha 2              | Fecha 2   | Fecha 2                |
| Equipo Local         | Resultado | Equipo Visitante       |
| -------------------- | --------- | ---------------------- |
| Universidad Nacional | 2 - 3     | América de Cali        |
| Boca Juniors de Cali | 1 - 3     | Bucaramanga            |
| Huracán              | 0 - 4     | Pereira                |
| Sporting             | 3 - 1     | Once Deportivo         |
| Millonarios          | 3 - 0     | Independiente Medellín |
| Deportivo Cali       | 3 - 1     | Junior                 |
| Deportes Caldas      | 1 - 1     | Cúcuta Deportivo       |
| Atlético Municipal   | 2 - 7     | Santa Fe               |

| Fecha 3                | Fecha 3   | Fecha 3            |
| Equipo Local           | Resultado | Equipo Visitante   |
| ---------------------- | --------- | ------------------ |
| Universidad Nacional   | 1 - 2     | Sporting           |
| Santa Fe               | 2 - 1     | Bucaramanga        |
| América de Cali        | 6 - 3     | Huracán            |
| Junior                 | 1 - 4     | Deportes Caldas    |
| Cúcuta Deportivo       | 1 - 2     | Millonarios        |
| Once Deportivo         | 1 - 4     | Deportivo Cali     |
| Independiente Medellín | 4 - 1     | Pereira            |
| Boca Juniors de Cali   | 2 - 1     | Atlético Municipal |

| Fecha 4            | Fecha 4   | Fecha 4                |
| Equipo Local       | Resultado | Equipo Visitante       |
| ------------------ | --------- | ---------------------- |
| Huracán            | 1 - 1     | Once Deportivo         |
| Millonarios        | 3 - 3     | Boca Juniors de Cali   |
| Deportes Caldas    | 3 - 3     | Santa Fe               |
| Bucaramanga        | 0 - 2     | Independiente Medellín |
| Sporting           | 3 - 4     | América de Cali        |
| Atlético Municipal | 0 - 1     | Junior                 |
| Pereira            | 4 - 4     | Universidad Nacional   |
| Deportivo Cali     | 3 - 2     | Cúcuta Deportivo       |

| Fecha 5                | Fecha 5   | Fecha 5            |
| Equipo Local           | Resultado | Equipo Visitante   |
| ---------------------- | --------- | ------------------ |
| Universidad Nacional   | 0 - 2     | Millonarios        |
| Santa Fe               | 2 - 2     | Deportivo Cali     |
| Junior                 | 0 - 0     | Bucaramanga        |
| Boca Juniors de Cali   | 2 - 2     | Sporting           |
| América de Cali        | 4 - 1     | Deportivo Pereira  |
| Cúcuta Deportivo       | 1 - 0     | Atlético Municipal |
| Once Deportivo         | 1 - 2     | Deportes Caldas    |
| Independiente Medellín | 5 - 1     | Huracán            |

| Fecha 6                | Fecha 6   | Fecha 6              |
| Equipo Local           | Resultado | Equipo Visitante     |
| ---------------------- | --------- | -------------------- |
| Millonarios            | 4 - 1     | Pereira              |
| Sporting               | 3 - 1     | Santa Fe             |
| América de Cali        | 2 - 1     | Once Deportivo       |
| Bucaramanga            | 0 - 1     | Cúcuta Deportivo     |
| Deportes Caldas        | 5 - 1     | Universidad Nacional |
| Independiente Medellín | 1 - 1     | Atlético Municipal   |
| Huracán                | 2 - 2     | Deportivo Cali       |
| Boca Juniors de Cali   | 0 - 0     | Junior               |

| Fecha 7                | Fecha 7   | Fecha 7              |
| Equipo Local           | Resultado | Equipo Visitante     |
| ---------------------- | --------- | -------------------- |
| Santa Fe               | 0 - 2     | Cúcuta Deportivo     |
| Universidad Nacional   | 4 - 2     | Atlético Municipal   |
| Deportivo Cali         | 5 - 2     | Boca Juniors de Cali |
| Independiente Medellín | 3 - 0     | Deportes Caldas      |
| Pereira                | 2 - 4     | Sporting             |
| Once Deportivo         | 2 - 2     | Bucaramanga          |
| Huracán                | 2 - 5     | Millonarios          |
| Junior                 | 2 - 2     | América de Cali      |

| Fecha 8              | Fecha 8   | Fecha 8                |
| Equipo Local         | Resultado | Equipo Visitante       |
| -------------------- | --------- | ---------------------- |
| Junior               | 1 - 0     | Independiente Medellín |
| Deportivo Cali       | 2 - 1     | Pereira                |
| Cúcuta Deportivo     | 2 - 1     | Universidad Nacional   |
| Deportes Caldas      | 2 - 1     | América de Cali        |
| Boca Juniors de Cali | 3 - 3     | Santa Fe               |
| Millonarios          | 5 - 2     | Sporting               |
| Atlético Municipal   | 3 - 2     | Once Deportivo         |
| Bucaramanga          | 3 - 1     | Huracán                |

| Fecha 9              | Fecha 9   | Fecha 9                |
| Equipo Local         | Resultado | Equipo Visitante       |
| -------------------- | --------- | ---------------------- |
| Santa Fe             | 1 - 3     | Millonarios            |
| Boca Juniors de Cali | 2 - 1     | Deportes Caldas        |
| América de Cali      | 3 - 0     | Cúcuta Deportivo       |
| Huracán              | 1 - 4     | Universidad Nacional   |
| Atlético Municipal   | 1 - 2     | Bucaramanga            |
| Pereira              | 1 -2      | Junior                 |
| Sporting             | 1 - 1     | Deportivo Cali         |
| Once Deportivo       | 0 - 0     | Independiente Medellín |

| Fecha 10               | Fecha 10  | Fecha 10             |
| Equipo Local           | Resultado | Equipo Visitante     |
| ---------------------- | --------- | -------------------- |
| Millonarios            | 2 - 1     | Deportes Caldas      |
| Sporting               | 2 - 1     | Junior               |
| Bucaramanga            | 0 - 0     | Universidad Nacional |
| América de Cali        | 1 - 2     | Santa Fe             |
| Huracán                | 1 - 1     | Atlético Municipal   |
| Cúcuta Deportivo       | 5 - 3     | Pereira              |
| Once Deportivo         | 2 - 2     | Boca Juniors de Cali |
| Independiente Medellín | 2 - 2     | Deportivo Cali       |

| Fecha 11               | Fecha 11  | Fecha 11             |
| Equipo Local           | Resultado | Equipo Visitante     |
| ---------------------- | --------- | -------------------- |
| Junior                 | 4 - 1     | Once Deportivo       |
| Huracán                | 5 - 2     | Sporting             |
| Millonarios            | 2 - 1     | Bucaramanga          |
| Deportivo Cali         | 5 - 2     | América de Cali      |
| Deportes Caldas        | 5 - 1     | Atlético Municipal   |
| Independiente Medellín | 5 - 4     | Cúcuta Deportivo     |
| Universidad Nacional   | 5 - 1     | Boca Juniors de Cali |
| Santa Fe               | 3 - 0     | Pereira              |

| Fecha 12             | Fecha 12  | Fecha 12               |
| Equipo Local         | Resultado | Equipo Visitante       |
| -------------------- | --------- | ---------------------- |
| Universidad Nacional | 2 - 1     | Deportivo Cali         |
| Boca Juniors de Cali | 7 - 2     | Huracán                |
| Santa Fe             | 3 - 2     | Independiente Medellín |
| Junior               | 4 - 3     | Cúcuta Deportivo       |
| América de Cali      | 0 - 0     | Bucaramanga            |
| Deportes Caldas      | 3 - 0     | Sporting               |
| Atlético Municipal   | 1 - 1     | Millonarios            |
| Pereira              | 5 - 5     | Once Deportivo         |

| Fecha 13               | Fecha 13  | Fecha 13             |
| Equipo Local           | Resultado | Equipo Visitante     |
| ---------------------- | --------- | -------------------- |
| Huracán                | 3 - 7     | Deportes Caldas      |
| Independiente Medellín | 0 - 0     | América de Cali      |
| Cúcuta Deportivo       | 2 - 5     | Boca Juniors de Cal  |
| Bucaramanga            | 2 - 0     | Pereira              |
| Santa Fe               | 3 - 1     | Junior               |
| Deportivo Cali         | 6 - 1     | Millonarios          |
| Once Deportivo         | 5 - 5     | Universidad Nacional |
| Sporting               | 2 - 4     | Atlético Municipal   |

| Fecha 14               | Fecha 14  | Fecha 14             |
| Equipo Local           | Resultado | Equipo Visitante     |
| ---------------------- | --------- | -------------------- |
| Santa Fe               | 4 - 2     | Universidad Nacional |
| Millonarios            | 2 - 2     | América de Cali      |
| Deportivo Cali         | 2 - 1     | Atlético Municipal   |
| Cúcuta Deportivo       | 2 - 0     | Once Deportivo       |
| Deportes Caldas        | 2 - 0     | Bucaramanga          |
| Pereira                | 3 - 3     | Boca Juniors de Cali |
| Independiente Medellín | 6 - 1     | Sporting             |
| Junior                 | 6 - 2     | Huracán              |

| Fecha 15             | Fecha 15  | Fecha 15               |
| Equipo Local         | Resultado | Equipo Visitante       |
| -------------------- | --------- | ---------------------- |
| Santa Fe             | 1 - 3     | Once Deportivo         |
| Junior               | 2 - 1     | Millonarios            |
| Deportes Caldas      | 3 - 3     | Deportivo Cali         |
| Bucaramanga          | 5 - 2     | Sporting               |
| Atlético Municipal   | 2 - 3     | Pereira                |
| América de Cali      | 2 - 2     | Boca Juniors de Cali   |
| Universidad Nacional | 1 - 4     | Independiente Medellín |
| Huracán              | 3 - 2     | Cúcuta Deportivo       |

## Resultados Segunda Vuelta
| Fecha 1              | Fecha 1   | Fecha 1                |
| Equipo Local         | Resultado | Equipo Visitante       |
| -------------------- | --------- | ---------------------- |
| Huracán de Medellín  | 1 - 1     | Santa Fe               |
| Universidad Nacional | 1 - 2     | Junior de Barranquilla |
| Boca Juniors de Cali | 0 - 1     | Independiente Medellín |
| Millonarios          | 3 - 0     | Once Deportivo         |
| Sporting             | 1 - 4     | Cúcuta Deportivo       |
| Atlético Municipal   | 2 - 1     | América de Cali        |
| Deportivo Cali       | 1 - 5     | Bucaramanga            |
| Deportes Caldas      | 4 - 1     | Deportivo Pereira      |

| Fecha 2                | Fecha 2   | Fecha 2              |
| Equipo Local           | Resultado | Equipo Visitante     |
| ---------------------- | --------- | -------------------- |
| América de Cali        | 3 - 1     | Universidad Nacional |
| Bucaramanga            | 0 - 4     | Boca Juniors de Cali |
| Pereira                | 3 - 1     | Huracán              |
| Once Deportivo         | 3 - 0     | Sporting             |
| Independiente Medellín | 2 - 1     | Millonarios          |
| Junior                 | 2 - 1     | Deportivo Cali       |
| Cúcuta Deportivo       | 1 - 2     | Deportes Caldas      |
| Santa Fe               | 3 - 2     | Atlético Municipal   |

| Fecha 3            | Fecha 3   | Fecha 3                |
| Equipo Local       | Resultado | Equipo Visitante       |
| ------------------ | --------- | ---------------------- |
| Sporting           | 1 - 1     | Universidad Nacional   |
| Bucaramanga        | 4 - 1     | Santa Fe               |
| Huracán            | 6 - 6     | América de Cali        |
| Deportes Caldas    | 4 - 1     | Junior                 |
| Millonarios        | 6 - 2     | Cúcuta Deportivo       |
| Deportivo Cali     | 2 - 0     | Once Deportivo         |
| Pereira            | 1 - 1     | Independiente Medellín |
| Atlético Municipal | 1 - 3     | Boca Juniors de Cali   |

| Fecha 4                | Fecha 4   | Fecha 4            |
| Equipo Local           | Resultado | Equipo Visitante   |
| ---------------------- | --------- | ------------------ |
| Once Deportivo         | 0 - 1     | Huracán            |
| Boca Juniors de Cali   | 2 - 2     | Millonarios        |
| Santa Fe               | 3 - 5     | Deportes Caldas    |
| Independiente Medellín | 3 - 0     | Bucaramanga        |
| América de Cali        | 1 - 1     | Sporting           |
| Junior                 | 2 - 1     | Atlético Municipal |
| Universidad Nacional   | 2 - 1     | Pereira            |
| Cúcuta Deportivo       | 0 - 1     | Deportivo Cali     |

| Fecha 5            | Fecha 5   | Fecha 5                |
| Equipo Local       | Resultado | Equipo Visitante       |
| ------------------ | --------- | ---------------------- |
| Millonarios        | 0 - 1     | Universidad Nacional   |
| Deportivo Cali     | 2 - 0     | Santa Fe               |
| Bucaramanga        | 1- 1      | Junior                 |
| Sporting           | 3 - 3     | Boca Juniors de Cali   |
| Deportivo Pereira  | 3 - 1     | América de Cali        |
| Atlético Municipal | 2 - 2     | Cúcuta Deportivol      |
| Deportes Caldas    | 4 - 1     | Once Deportivo         |
| Huracán            | 2 - 0     | Independiente Medellín |

| Fecha 6              | Fecha 6   | Fecha 6                |
| Equipo Local         | Resultado | Equipo Visitante       |
| -------------------- | --------- | ---------------------- |
| Pereira              | 4 - 4     | Millonarios            |
| Santa Fe             | 1 - 1     | Sporting               |
| Once Deportivo       | 1 - 3     | América de Cali        |
| Cúcuta Deportivo     | 1 - 0     | Bucaramanga            |
| Universidad Nacional | 1- 4      | Deportes Caldas        |
| Atlético Municipal   | 1 - 2     | Independiente Medellín |
| Deportivo Cali       | 0 - 2     | Huracán                |
| Junior               | 1 - 1     | Boca Juniors de Cali   |

| Fecha 7              | Fecha 7   | Fecha 7                |
| Equipo Local         | Resultado | Equipo Visitante       |
| -------------------- | --------- | ---------------------- |
| Cúcuta Deportivo     | 1 - 1     | Santa Fe               |
| Atlético Municipal   | 6 - 2     | Universidad Nacional   |
| Boca Juniors de Cali | 2- 3      | Deportivo Cali         |
| Deportes Caldas      | 2 - 0     | Independiente Medellín |
| Sporting             | 3 - 1     | Pereira                |
| Bucaramanga          | 4 - 0     | Once Deportivo         |
| Millonarios          | 1 - 1     | Huracán                |
| América de Cali      | 3 - 1     | Junior                 |

| Fecha 8                | Fecha 8   | Fecha 8              |
| Equipo Local           | Resultado | Equipo Visitante     |
| ---------------------- | --------- | -------------------- |
| Independiente Medellín | 2 - 3     | Junior               |
| Pereira                | 1 - 2     | Deportivo Cali       |
| Universidad Nacional   | 1 - 2     | Cúcuta Deportivo     |
| América de Cali        | 0 - 4     | Deportes Caldas      |
| Santa Fe               | 5 - 2     | Boca Juniors de Cali |
| Sporting               | 0 - 1     | Millonarios          |
| Once Deportivo         | 2 - 2     | Atlético Municipal   |
| Huracán                | 2- 3      | Bucaramanga          |

| Fecha 9                | Fecha 9   | Fecha 9              |
| Equipo Local           | Resultado | Equipo Visitante     |
| ---------------------- | --------- | -------------------- |
| Millonarios            | 0 - 0     | Santa Fe             |
| Deportes Caldas        | 1 - 0     | Boca Juniors de Cali |
| Cúcuta Deportivo       | 3 - 1     | América de Cali      |
| Universidad Nacional   | 1 - 0     | Huracán              |
| Bucaramanga            | 4 - 2     | Atlético Municipal   |
| Junior                 | 1 -1      | Pereira              |
| Deportivo Cali         | 3 - 4     | Sporting             |
| Independiente Medellín | 1 - 2     | Once Deportivo       |

| Fecha 10             | Fecha 10  | Fecha 10               |
| Equipo Local         | Resultado | Equipo Visitante       |
| -------------------- | --------- | ---------------------- |
| Deportes Caldas      | 2 - 3     | Millonarios            |
| Junior               | 2 - 3     | Sporting               |
| Universidad Nacional | 3 - 4     | Bucaramanga            |
| Santa Fe             | 1 - 0     | América de Cali        |
| Atlético Municipal   | 2 - 3     | Huracán                |
| Pereira              | 4 - 1     | Cúcuta Deportivo       |
| Boca Juniors de Cali | 2 - 0     | Once Deportivo         |
| Deportivo Cali       | 4 - 1     | Independiente Medellín |

| Fecha 11             | Fecha 11  | Fecha 11               |
| Equipo Local         | Resultado | Equipo Visitante       |
| -------------------- | --------- | ---------------------- |
| Once Deportivo       | 2- 3      | Junior                 |
| Sporting             | 6 - 2     | Huracán                |
| Bucaramanga          | 0 - 2     | Millonarios            |
| América de Cali      | 3 - 2     | Deportivo Cali         |
| Atlético Municipal   | 4 - 5     | Deportes Caldas        |
| Cúcuta Deportivo     | 2 - 0     | Independiente Medellín |
| Boca Juniors de Cali | 3 - 1     | Universidad Nacional   |
| Pereira              | 0 - 3     | Santa Fe               |

| Fecha 12               | Fecha 12  | Fecha 12             |
| Equipo Local           | Resultado | Equipo Visitante     |
| ---------------------- | --------- | -------------------- |
| Deportivo Cali         | 4 - 1     | Universidad Nacional |
| Huracán                | 2 - 1     | Boca Juniors de Cali |
| Independiente Medellín | 1 - 0     | Santa Fe             |
| Cúcuta Deportivo       | 3 - 2     | Junior               |
| Bucaramanga            | 3- 1      | América de Cali      |
| Sporting               | 4 - 4     | Deportes Caldas      |
| Millonarios            | 2 - 0     | Atlético Municipal   |
| Once Deportivo         | 2 - 0     | Pereira              |

| Fecha 13             | Fecha 13  | Fecha 13               |
| Equipo Local         | Resultado | Equipo Visitante       |
| -------------------- | --------- | ---------------------- |
| Deportes Caldas      | 3 - 2     | Huracán                |
| América de Cali      | 0 - 1     | Independiente Medellín |
| Boca Juniors de Cali | 2 - 0     | Cúcuta Deportivo       |
| Pereira              | 1 - 1     | Bucaramanga            |
| Junior               | 3 - 2     | Santa Fe               |
| Millonarios          | 2 - 0     | Deportivo Cali         |
| Universidad Nacional | 5 - 0     | Once Deportivo         |
| Atlético Municipal   | 3- 6      | Sporting               |

| Fecha 14             | Fecha 14  | Fecha 14               |
| Equipo Local         | Resultado | Equipo Visitante       |
| -------------------- | --------- | ---------------------- |
| Universidad Nacional | 1 - 2     | Santa Fe               |
| América de Cali      | 2 - 2     | Millonarios            |
| Atlético Municipal   | 0 - 1     | Deportivo Cali         |
| Once Deportivo       | 1 - 3     | Cúcuta Deportivo       |
| Bucaramanga          | 0 - 4     | Deportes Caldas        |
| Boca Juniors de Cali | 5 - 0     | Pereira                |
| Sporting             | 6 - 3     | Independiente Medellín |
| Huracán              | 2 - 2     | Junior                 |

| Fecha 15               | Fecha 15  | Fecha 15             |
| Equipo Local           | Resultado | Equipo Visitante     |
| ---------------------- | --------- | -------------------- |
| Once Deportivo         | 4 - 4     | Santa Fe             |
| Millonarios            | 1 - 1     | Junior               |
| Deportivo Cali         | 3 - 2     | Deportes Caldas      |
| Sporting               | 1 - 3     | Bucaramanga          |
| Pereira                | 3 - 3     | Atlético Municipal   |
| Boca Juniors de Cali   | 5 - 1     | América de Cali      |
| Independiente Medellín | 4 - 0     | Universidad Nacional |
| Cúcuta Deportivo       | 4 - 2     | Huracán              |

| 1950                   | AME | BJC | BUC | CAL | CUC | DCA | HUR | JUN | DIM | MIL | MUN   | ONC | PER | SFE | SPB | UNI  |
| América de Cali        |     | 2:2 | 0:0 | 3:2 | 3:0 | 0:4 | 6:3 | 3:1 | 0:1 | 2:2 | 4:1   | 2:1 | 4:3 | 1:2 | 1:1 | 3:1  |
| Boca Juniors de Cali   | 5:1 |     | 1:3 | 2:3 | 2:0 | 2:1 | 7:2 | 5:0 | 0:1 | 2:2 | 2:1   | 2:0 | 5:0 | 3:3 | 2:2 | 3:1  |
| Bucaramanga            | 3:1 | 0:4 |     | 0:3 | 0:1 | 0:4 | 3:1 | 1:1 | 0:2 | 0:2 | 4:2   | 4:0 | 2:0 | 4:1 | 5:2 | 0:0  |
| Deportivo Cali         | 5:2 | 5:2 | 1:5 |     | 3:2 | 3:2 | 0:2 | 3:1 | 4:1 | 6:1 | 2:1   | 2:0 | 2:1 | 2:0 | 3:4 | 4:1  |
| Cúcuta Deportivo       | 3:1 | 2:5 | 1:0 | 0:1 |     | 1:2 | 4:2 | 3:2 | 2:0 | 1:2 | 1:0   | 2:0 | 5:3 | 1:1 | 2:1 | 4:0  |
| Deportes Caldas        | 2:1 | 1:0 | 2:0 | 3:3 | 1:1 |     | 3:2 | 4:1 | 2:0 | 2:3 | 5:1   | 4:1 | 4:1 | 3:3 | 3:0 | 5:1  |
| Huracán                | 6:6 | 2:1 | 2:3 | 2:2 | 3:2 | 3:7 |     | 2:2 | 2:0 | 2:5 | 2:4   | 1:1 | 0:4 | 1:1 | 5:2 | 1:4  |
| Junior                 | 2:2 | 1:1 | 0:0 | 2:1 | 4:3 | 1:4 | 6:2 |     | 1:0 | 2:1 | 2:1   | 4:1 | 1:1 | 3:2 | 2:3 | 0:1* |
| Independiente Medellín | 0:0 | 5:3 | 3:0 | 2:2 | 5:4 | 3:0 | 5:1 | 2:3 |     | 2:1 | (0:1) | 1:2 | 4:1 | 1:0 | 6:1 | 4:0  |
| Millonarios            | 2:2 | 3:3 | 2:1 | 2:0 | 6:2 | 2:1 | 1:1 | 1:1 | 3:0 |     | 2:0   | 3:0 | 4:1 | 0:0 | 5:2 | 0:1  |
| Atlético Municipal     | 2:1 | 1:3 | 1:2 | 0:1 | 2:2 | 4:5 | 2:3 | 0:1 | 1:2 | 1:1 |       | 3:2 | 2:3 | 2:7 | 3:6 | 6:2  |
| Once Deportivo         | 1:3 | 2:2 | 2:2 | 1:4 | 1:3 | 1:2 | 0:1 | 2:3 | 0:0 | 1:2 | 2:2   |     | 2:0 | 4:4 | 3:0 | 5:5  |
| Pereira                | 3:1 | 3:3 | 1:1 | 1:2 | 4:1 | 2:2 | 3:1 | 2:1 | 1:1 | 4:4 | 3:3   | 5:5 |     | 0:3 | 2:4 | 4:4  |
| Santa Fe               | 1:0 | 5:2 | 2:1 | 2:2 | 0:2 | 3:5 | 5:0 | 3:1 | 3:2 | 1:3 | 3:2   | 1:3 | 3:4 |     | 1:1 | 4:2  |
| Sporting               | 3:4 | 3:3 | 1:3 | 1:1 | 1:4 | 4:4 | 6:2 | 2:1 | 6:3 | 0:1 | 2:4   | 3:1 | 3:1 | 3:1 |     | 1:1  |
| Universidad Nacional   | 2:3 | 5:1 | 3:4 | 2:1 | 1:2 | 1:4 | 1:0 | 1:2 | 1:4 | 0:2 | 4:2   | 5:0 | 2:1 | 1:2 | 2:2 |      |

- (-) Partido por W, Medellín no se presentó, en protesta por el alto precio del alquiler del Hipódromo de San Fernando, donde ejercía de local.
- (*) Junior 2-2 Universidad, demandado, decidido por reglamento.

|                                     |
| Bandera de Colombia                 |
| Campeón Deportes Caldas 1.er título |

## Goleadores
| Jugador                  | Equipo               | Goles |
| ------------------------ | -------------------- | ----- |
| Casimiro Ávalos          | Deportivo Pereira    | 27    |
| Julio Ávila              | Deportes Caldas      | 24    |
| Alfredo Di Stéfano       | Millonarios          | 23    |
| Alejandrino Genes        | Boca Juniors de Cali | 21    |
| Fernando Walter          | Deportivo Cali       | 21    |
| Ramón Alberto Villaverde | Cúcuta Deportivo     | 20    |